# سیسیلی لوپز
سیسیلی لوپز (به انگلیسی: Sessilee Lopez) (زاده ۴ ژانویه ۱۹۸۹) مدل آمریکایی است.